# Štefan Pongo
Štefan Pongo (5. února 1972 Chomutov – 18. února 2022) byl český romský občanský aktivista, později žijící ve Velké Británii, z které se snažil zlepšit práva Romů v Česku a na Slovensku. Za tím účelem založil dobrovolnickou organizaci Československá romská unie.

## Život
Štefan Pongo se narodil v Chomutově matce ze Zemplínské oblasti východního Slovenska, která pracovala ve zdravotnictví, a otci z Kadaně pracujícího v dělnických pozicích v energetickém průmyslu. Sám se považoval za Kadaňana, kde dokončil v roce 1986 základní školu a nastoupil do armádního vzdělávacího procesu na VSOš v Martině na Slovensku v oboru velitel dělostřeleckých jednotek. Potom nastoupil aktivní službu v armádě bojovém útvaru Karlovarské divize, kde zůstal až do roku 1993, kdy přešel do zálohy.
V civilním životě potom pracoval jako vedoucí dopravy a podnikal v dovozu ojetin ze zahraničí. Oženil se, s manželkou Ivetou měl dceru a dva syny. V roce 2006 se přestěhoval společně s rodinou do Spojeného království, kde jim bylo v roce 2015 uděleno tamní státní občanství. Ve Velké Británii pracoval jako řidič kamionu a žil v Manchesteru. K emigraci rodina přistoupila mj. i proto, aby děti nemusely vyrůstat s pocitem, že jsou problémem, když skutečným problémem je latentní nebo i otevřený anticiganismus Čechů.
Od roku 2018 se Pongo začal věnovat otázkám občanských práv romské komunity v Česku a na Slovensku a v roce 2019 založil dobrovolnickou organizaci Československá romská unie. O zvládnutí jeho aktivismu a skloubení všech povinností s časem pro rodinu natočil Tomáš Kratochvíl dokument Pongo Calling, který obdržel Cenu Pavla Kouteckého.
Pongo zemřel 18. února 2022 po krátké vážné nemoci.

## Aktivismus
Po přestěhování do Manchesteru založil komunitní centrum True Way pro krajany, které podporovalo město. Centrum fungovalo 8 let a organizovalo vzdělávací, společenské, kulturní a sportovní akce.
Veřejně známou osobou se stal na základě svého aktivismu v oblasti romských občanských práv. K tomu ho vyprovokoval urážlivý výrok tehdejšího prezidenta republiky Miloše Zemana, který pronesl právě na adresu Romů: „Rozhodně nejsem přítelem komunismu, ale za komunismu Romové museli pracovat. A většinou pracovali jako kopáči, a když odmítli pracovat, byli označeni za osobu práce se štítící a šli do vězení. Kromě toho tam byl takový systém, že romské pracovní čety vedli opět Romové, kteří měli přirozenou autoritu, takže když v jejich týmu někdo nepracoval, tak ho zfackovali. Je to velmi humánní metoda a zpravidla se osvědčuje.“ Výrok na romskou komunitu silně zapůsobil, například Evropské centrum pro práva Romů ho tehdy označilo za zřejmý projev rasismu a nenávisti a kromě dalších reakcí vyzvalo prezidenta k odstoupení. A právě Štefan Pongo se tehdy rozhodl zareagovat výzvou, aby Romové zaslali fotografie zachycující je při práci. Nápad, s kterým přišel jeho přítel Jiří Keleš, se ujal, a i díky zveřejnění výzvy na Romea.cz tehdy byly na Facebook vyvěšeny stovky těchto fotografií.
Díky tomuto počinu se stal okamžitě v komunitě Romů známou osobností a začal publikovat vlogové příspěvky na sociálních sítích s důrazem na potírání systémového rasismu v Česku, s kterým se sám od základní školy potýkal.
V polovině roku 2019 Pongo založil Československou romskou unii, spolek působící v Česku a na Slovensku v oblasti romských občanských práv. V době svého založení spolek vydal Chartu romského lidu upozorňující například na potřebu většího zastoupení Romů ve veřejných funkcích.
8. července 2019 Pongo uspořádal v Bruselu před evropským parlamentem demonstraci Romů z Česka, Slovenska, Maďarska, Británie, Francie, Belgie a dalších evropských zemí, kde romská komunita volala po účinnějším boji s romskou chudobou a varovala před vzrůstající radikalizací společnosti a rasovou nenávistí. Jako řešení zde byl navržen vznik Romského kongresu v rámci evropské politické struktury, kam by byly voleni romští zástupci ze zemí Evropské unie. Na demonstraci vystoupil europoslanec Tomáš Zdechovský nebo německý europoslanec s romskými kořeny Romeo Franz.
Přítel a spolupracovník v aktivistických záležitostech, ústecký politik a aktivista Karel Karika, ho přivedl k České pirátské straně, které je sám členem. Nejprve se zaregistroval jako registrovaný příznivec strany, později v prosinci 2021 bylo odsouhlaseno jeho plné členství. V rámci toho chtěl v České republice prosadit obdobu britských zákonů, především zákon o menšinách, který považoval za léty prověřený a dobře řešený, nebo zákon exekutorský, volební a další. Českou pirátskou stranu považoval za nejprogresivnější stranu v Česku.
Mimo uvedené Pongo také organizoval materiální pomoc romským osadám na východním Slovensku. Zkreslený pohled majority na romskou komunitu potom pomohl korigovat zmíněným filmem o sobě samém jménem Pongo Calling. Ten dokumentoval jeho setkání s politiky, romskými aktivisty, ale i zcela normální život jeho rodiny a dětí – studujících, pracujících, plynně anglicky hovořících a celkově plně integrovaných občanů britské společnosti. Tím, jak žil, a jak se to podařilo Tomášovi Kratochvílovi s pokorou a pochopením ve filmu zachytit, Pongo zviditelnil omezenost většiny charakteristik, které majorita Romům připisuje.